# Pozdišovce
Pozdišovce és un poble i municipi d'Eslovàquia. Es troba a la regió de Košice, a l'est del país.

## Història
La primera referència escrita de la vila data del 1315.

## Demografia
| Godina             | 1994 | 2004   | 2014   | 2024   |
| ------------------ | ---- | ------ | ------ | ------ |
| Nombre de persones | 1183 | 1227   | 1289   | 1307   |
| Diferència         |      | +3,71% | +5,05% | +1,39% |

| Godina             | 2023 | 2024   |
| ------------------ | ---- | ------ |
| Nombre de persones | 1312 | 1307   |
| Diferència         |      | −0,38% |